# Don Givens
Daniel Joseph "Don" Givens (ur. 9 sierpnia 1949 w Limerick) – irlandzki piłkarz występujący na pozycji napastnika. Trener piłkarski.

## Kariera klubowa
Givens karierę rozpoczynał w 1965 roku w zespole Limerick. W 1967 roku przeszedł do angielskiego Manchesteru United (Division One). W jego barwach zadebiutował jednak dopiero w sezonie 1969/1970, 9 sierpnia 1969 w zremisowanym 2:2 meczu z Crystal Palace.
W 1970 roku Givens odszedł do Luton Town z Division Two, a w 1972 roku przeniósł się do innego zespołu tej ligi, Queens Park Rangers. W sezonie 1972/1973 wywalczył z nim awans do Division One, a także został królem strzelców Division Two. W sezonie 1975/1976 wywalczył z zespołem wicemistrzostwo Anglii.
W 1978 roku Givens przeszedł do Birmingham City, także grającego w Division One. W sezonie 1978/1979 spadł z nim do Division Two. Przez część następnego sezonu przebywał na wypożyczeniu w Bournemouth z Division Four. Potem wrócił do Birmingham, które w międzyczasie awansował do Division One. Na początku 1981 roku odszedł do Sheffield United (Division Three), gdzie występował do końca sezonu 1980/1981.
W 1981 roku Givens został zawodnikiem szwajcarskiego Neuchâtel Xamax. W sezonie 1985/1986 wywalczył z nim wicemistrzostwo Szwajcarii, a w sezonie 1986/1987 mistrzostwo Szwajcarii, po czym zakończył karierę.

## Kariera reprezentacyjna
W reprezentacji Irlandii Givens zadebiutował 27 maja 1969 w przegranym 0:2 meczu eliminacji Mistrzostw Świata 1970 z Danią. 8 czerwca 1969 w przegranym 1:2 pojedynku tych samych eliminacji z Węgrami strzelił swojego pierwszego gola w kadrze. W latach 1969–1981 w drużynie narodowej rozegrał 56 spotkań i zdobył 19 bramek.

## Kariera trenerska
Karierę trenerską Givens rozpoczął w Neuchâtel Xamax, prowadząc go razem z Ulim Stielike. Następnie był trenerem juniorów w Arsenalu, a w latach 2000–2010 prowadził reprezentację Irlandii U-21. Dwukrotnie obejmował też stanowisko tymczasowego selekcjonera pierwszej reprezentacji Irlandii (2002, 2007–2008). Łącznie poprowadził ją w trzech spotkaniach, z czego dwa były zremisowane i jedno przegrane.
| L.p. | Data              | Miejsce | Przeciwnik | Rezultat | Rozgrywki       |
| ---- | ----------------- | ------- | ---------- | -------- | --------------- |
| 1.   | 20 listopada 2002 | Ateny   | Grecja     | 0:0      | mecz towarzyski |
| 2.   | 17 listopada 2007 | Cardiff | Walia      | 2:2      | el. ME 2008     |
| 3.   | 6 lutego 2008     | Dublin  | Brazylia   | 0:1      | mecz towarzyski |